# Rio das Flores (Santa Catarina)
O rio das Flores é um curso de água do estado de Santa Catarina, no Brasil.